# Trox robinsoni
Trox robinsoni is een keversoort uit de familie beenderknagers (Trogidae). De wetenschappelijke naam van de soort is voor het eerst geldig gepubliceerd in 1955 door  Vaurie